# Dagjämningspunkt
Vårdagjämningspunkten är den skärningspunkt mellan himmelsekvatorn och ekliptikan där solen befinner sig vid passagen från sydlig till nordlig deklination. På motsvarande sätt definieras höstdagjämningspunkten vid solens passage från nordlig till sydlig deklination. Solens passage sker i vårdagjämningspunkten vid vårdagjämning på norra halvklotet och höstdagjämning på södra halvklotet. Omvänt gäller för höstdagjämningspunkten.

## Dagjämningspunkternas läge

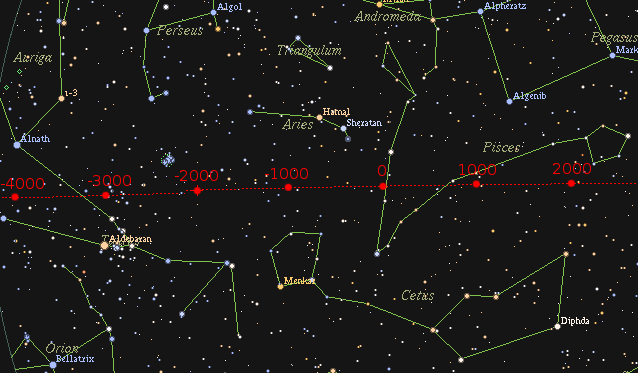
Vårdagjämningspunktens rörelse på himmelssfären till följd av jordaxelns precession.

Från definitionen av dagjämningspukterna följer att de är punkter på himmelssfären. Vårdagjämningspunkten ligger för närvarande i stjärnbilden Fiskarnas projektion på himmelssfären medan höstdagjämningspunkten ligger i stjärnbilden Jungfrun. Dagjämningspunkterna rör sig dock till följd av jordaxelns precession med en period på cirka 25800 år.

## Betydelse för astronomisk och geodetisk lägesbestämning
Storcirkeln genom himmelspolerna och dagjämningspunkterna kallas ekvinoktialkoluren. Från den cirkelhalva av ekvinoktialkoluren som löper mellan himmelspolerna genom vårdagjämningspunkten räknas rektascension som är en koordinat för astronomisk och geodetisk lägesbestämning. Vid användande av ekvatoriella eller ekliptiska koordinater måste (på grund av precession och nutation) epok anges, antingen:
- En fix epok som exempelvis J2000,
- Medelvårdagjämningspunkten för datumet (dennas läge med hänsyn taget till precessionen), eller
- Den sanna vårdagjämningspunkten (läge med hänsyn till både precession och nutation).

## Astrologi
Även i astrologins kraftigt förenklade geometri, har vårdagjämningspunkten stor betydelse; se Vattumannens tidsålder.